# Étienne Bousquet
Étienne „Patotte“ Bousquet (* 1925; † 1998) war ein französischer Gypsy-Jazz-Gitarrist.
Bousquet, der aus Korsika stammte und im Midi lebte, spielte zunächst Banjo und arbeitete in einer Akkordeonband in Marseille. 1960 legte er (alleine unter seinem Familiennamen) das Album Hommage à Django (National Records) vor, mit Kompositionen von Django Reinhardt („Manoir de mes rêves“) und Jazzstandards wie „Body and Soul“, „The Man I Love“ oder „What Is This Thing Called Love“. Mit Gérard Cardi bildete er ein Duo, das zwei Jahrzehnte bestand; mit Cardi als Begleiter nahm er auch die EP L'Extraordinaire Guitariste Gitan Vol. 1 und Folge-EP auf. Bousquet trat u. a. in Nordafrika und in der Camargue auf; Konzertmitschnitte wurden auch im französischen Fernsehen ausgestrahlt. Im Bereich des Jazz war er um 1970 an drei Aufnahmesessions beteiligt. 1975 gab er seine Musikerkarriere auf und arbeitete als Schuhverkäufer.